# United States Basketball League 2002
La stagione USBL 2002 fu la diciassettesima della United States Basketball League. Parteciparono 10 squadre divise in due gironi.
Rispetto alla stagione precedente si aggiunsero tre nuove franchigie, gli Adirondack Wildcats, i St. Joseph Express e i St. Louis SkyHawks. I Lakeland Blue Ducks si trasferirono a Melbourne, rinominandosi Brevard Blue Ducks. Gli Atlantic City Seagulls, i Long Island Surf e i Maryland Mustangs si sciolsero.

## Squadre partecipanti
- Adir. Wildcats
- Brevard Blue Ducks
- Brooklyn Kings
- Dodge City Legend
- Florida S. Dragons
- Kansas Cagerz
- Oklahoma Storm
- Penn. ValleyDawgs
- St. Joseph Express
- St. Louis SkyHawks

## Classifiche

### Eastern Division
| Squadra                  | V  | P  | %    | GB |
| ------------------------ | -- | -- | ---- | -- |
| Brevard Blue Ducks       | 21 | 9  | 70,0 | -  |
| Adirondack Wildcats      | 21 | 9  | 70,0 | -  |
| Pennsylvania ValleyDawgs | 14 | 16 | 46,7 | 7  |
| Florida Sea Dragons      | 10 | 20 | 33,3 | 11 |
| Brooklyn Kings           | 7  | 23 | 23,3 | 14 |

### Mid-West Division
| Squadra            | V  | P  | %    | GB |
| ------------------ | -- | -- | ---- | -- |
| Kansas Cagerz      | 21 | 9  | 70,0 | -  |
| Oklahoma Storm C   | 17 | 13 | 56,7 | 4  |
| St. Joseph Express | 16 | 14 | 53,3 | 5  |
| Dodge City Legend  | 12 | 18 | 40,0 | 9  |
| St. Louis SkyHawks | 11 | 19 | 36,7 | 10 |

## Play-off

### Quarti di finale
| 28 giugno | Adirondack Wildcats | 102 – 101 | Pennsylvania ValleyDawgs |  |

| 28 giugno | Kansas Cagerz | 108 – 106 | Dodge City Legend |  |

| 28 giugno | Oklahoma Storm | 124 – 119 | St. Joseph Express |  |

| 28 giugno | Brevard Blue Ducks | 117 – 101 | St. Louis SkyHawks |  |

### Semifinali
| 29 giugno | Kansas Cagerz | 139 – 138 (d.2t.s.) | Adirondack Wildcats |  |

| 29 giugno | Oklahoma Storm | 96 – 95 | Brevard Blue Ducks |  |

### Finale
| 30 giugno | Oklahoma Storm | 122 – 109 | Kansas Cagerz |  |

### Tabellone
|  | Quarti di finale | Quarti di finale | Quarti di finale |          |          | Semifinali | Semifinali | Semifinali |  |  | Finale | Finale | Finale |  |
|  |                  |                  |                  |          |          |            |            |            |  |  |        |        |        |  |
|  | 1                | Brevard          | 1                |          |          |            |            |            |  |  |        |        |        |  |
|  | 1                | Brevard          | 1                |          |          |            |            |            |  |  |        |        |        |  |
|  | 8                | St. Louis        | 0                |          |          |            |            |            |  |  |        |        |        |  |
|  | 8                | St. Louis        | 0                |          | 1        | Brevard    | 0          |            |  |  |        |        |        |  |
|  |                  |                  |                  |          | 1        | Brevard    | 0          |            |  |  |        |        |        |  |
|  |                  |                  | 4                | Oklahoma | 1        |            |            |            |  |  |        |        |        |  |
|  | 5                | St. Joseph       | 4                | Oklahoma | 1        | 0          |            |            |  |  |        |        |        |  |
|  | 5                | St. Joseph       |                  |          |          |            |            |            |  |  |        |        |        |  |
|  | 4                | Oklahoma         | 1                |          |          |            |            |            |  |  |        |        |        |  |
|  | 4                | Oklahoma         | 1                |          | Oklahoma | Oklahoma   | 1          |            |  |  |        |        |        |  |
|  |                  |                  |                  |          |          |            |            |            |  |  |        |        |        |  |
|  |                  |                  | Kansas           | Kansas   | 0        |            |            |            |  |  |        |        |        |  |
|  | 3                | Adirondack       | Kansas           | Kansas   | 0        | 1          |            |            |  |  |        |        |        |  |
|  | 3                | Adirondack       |                  |          |          |            |            |            |  |  |        |        |        |  |
|  | 6                | Pennsylvania     | 0                |          |          |            |            |            |  |  |        |        |        |  |
|  | 6                | Pennsylvania     | 0                |          | 3        | Adirondack | 0          |            |  |  |        |        |        |  |
|  |                  |                  |                  |          | 3        | Adirondack | 0          |            |  |  |        |        |        |  |
|  |                  |                  | 2                | Kansas   | 1        |            |            |            |  |  |        |        |        |  |
|  | 7                | Dodge City       | 2                | Kansas   | 1        | 0          |            |            |  |  |        |        |        |  |
|  | 7                | Dodge City       |                  |          |          |            |            |            |  |  |        |        |        |  |
|  | 2                | Kansas           | 1                |          |          |            |            |            |  |  |        |        |        |  |

## Vincitore
| Campione USBL 2002         |
| -------------------------- |
| Oklahoma Storm (1º titolo) |

## Statistiche
| Categoria             | Giocatore       | Squadra             | Stat |
| --------------------- | --------------- | ------------------- | ---- |
| Punti per gara        | Kwan Johnson    | Brevard Blue Ducks  | 25,9 |
| Rimbalzi per gara     | Johnny Jackson  | Kansas Cagerz       | 11,7 |
| Assist per gara       | Duane Simpkins  | Kansas Cagerz       | 6,2  |
| Palle rubate per gara | Fred House      | Adirondack Wildcats | 2,6  |
| Stoppate per gara     | Oliver Miller   | Dodge City Legend   | 2,5  |
| FG%                   | Chianti Roberts | St. Joseph Express  | 73,0 |
| FT%                   | Albert Mouring  | St. Louis SkyHawks  | 86,8 |
| 3FG%                  | Adam Fellers    | Brevard Blue Ducks  | 44,0 |

## Premi USBL
- USBL Player of the Year: Kwan Johnson, Brevard Blue Ducks[3]
- USBL Coach of the Year : Francis Flax, Kansas Cagerz e Harvey Grant, Brevard Blue Ducks
- USBL Defensive Player of the Year: Johnny Jackson, Kansas Cagerz
- USBL Sixth Man of the Year: Junie Sanders
- USBL Rookie of the Year: Devin Brown, Kansas Cagerz e Corsley Edwards, Adirondack Wildcats
- USBL Executive of the Year: Jim Tribbett, Brevard Blue Ducks
- USBL Postseason MVP: Ira Clark, Oklahoma Storm
- All-USBL First Team
  - Greg Jones, St. Joseph Express
  - Kwan Johnson, Brevard Blue Ducks
  - Johnny Jackson, Kansas Cagerz
  - Ira Clark, Oklahoma Storm
  - Kenny Gregory, Dodge City Legend
- All-USBL Second Team
  - Todd Myles, Brooklyn Kings
  - Cory Hightower, Pennsylvania ValleyDawgs
  - Fred House, Adirondack Wildcats
  - Gary Williams, Kansas Cagerz
  - Oliver Miller, Dodge City Legend
- USBL All-Defensive Team
  - Fred House, Adirondack Wildcats
  - Ronnie Fields, Pennsylvania ValleyDawgs
  - Ira Clark, Oklahoma Storm
  - Johnny Jackson, Kansas Cagerz
  - Simeon Haley, Brevard Blue Ducks
- USBL All-Rookie Team
  - Devin Brown, Kansas Cagerz
  - Tobe Carbery, Brooklyn Kings
  - Lamont Turner, St. Joseph Express
  - Corsley Edwards, Adirondack Wildcats
  - Cedric Suitt, Kansas Cagerz